# Skënder Gjinushi
Skënder Et'hem Gjinushi (Vlorë, 24 december 1949) is een Albanees politicus.
Skënder Gjinushi studeerde wiskunde aan de Universiteit van Tirana. In 1959 trad hij toe tot de communistische Albanese Partij van de Arbeid (Parti e Punës e Shqipërisë). Van 20 februari 1987 tot 10 december 1991 was hij minister van Cultuur en Onderwijs.
Skënder Gjinushi werd in 1992 lid van de Sociaaldemocratische Partij van Albanië Partia Socialdemokrate e Shqipërisë, PSDSh), een gematigd sociaaldemocratische partij. Later werd hij voorzitter van de PSDSh. Zijn partij nam als coalitiegenoot deel aan het kabinet-Meksi (13 april 1992 - 11 juli 1996), maar na het verliezen van alle zetels in de Volksvergadering van Albanië (Albanees parlement) bij de oneerlijke parlementsverkiezingen van mei/juni 1996, verliet de PSDSh de coalitie. Na vele protesten besloot de regering tot het houden van nieuwe parlementsverkiezingen in juni/juli 1997 waarbij de 9 zetels behaalde.
Skënder Gjinushi was op 24 juli 1997, na het aftreden van president Sali Berisha, voor enkele uren waarnemend president. Nadien was hij van 1997 tot 2001 voorzitter van de Volksvergadering van Albanië (Albanees parlement). Van 2001 tot 2002 was hij vicepremier van Albanië.